# Schizonycha increta
Schizonycha increta är en skalbaggsart som beskrevs av Louis Albert Péringuey 1904. Schizonycha increta ingår i släktet Schizonycha och familjen Melolonthidae. Inga underarter finns listade i Catalogue of Life.